# Glenea suturata
Glenea suturata är en skalbaggsart som beskrevs av J. Linsley Gressitt 1939. Glenea suturata ingår i släktet Glenea och familjen långhorningar. Inga underarter finns listade i Catalogue of Life.